# Selago alopecuroides
Selago alopecuroides là một loài thực vật có hoa trong họ Huyền sâm. Loài này được Rolfe miêu tả khoa học đầu tiên năm 1886.